# 海宝あかね
海宝 あかね（かいほう あかね、1985年7月21日 - ）は日本で活動するミュージカル俳優である。千葉県市川市出身。劇団四季所属。

## 来歴
東京児童劇団に所属し本名で子役として1991年にアニーのモリー役でデビューを果たす。その後も子役として活動し、ライオンキングのヤングナラ役などを務めた。
成人後の2007年に劇団四季研究所に入所し、2009年12月にオーディションに合格し、劇団四季へ入団、再びライオンキングに出演している。2010年からは本名を平仮名表記にした海宝あかねに改名。

## 人物
弟の海宝直人も子役時代にライオンキングに出演しており、成人後も同作品で共演している。

## 出演

### テレビドラマ
- NTV嘘つきは夫婦のはじまり2,4,12話（1992年） - 鮫島三枝子
- EX恐竜戦隊ジュウレンジャー46話「参上！凶悪戦隊」(1992年） - ユウコ
- ANB密会の宿 女と男の殺人ドライブ 夕闇に匂う哀しみの殺意8話（1993年）
- ANB南くんの恋人1話（1994年1月） - ちよみ
- ANB嫁の出る幕1〜11話（1992年）
- 十時半睡事件帖 (テレビドラマ) 第23話「老乃夢恋道行」（1994年） - 次女
- BSNHK天上の青(1994年）
- SUTアリス6(1995年）
- EXビーファイターカブト24話（1996年） - チカコ

### CM
- イズミ「電動歯ブラシ」（1994年）
- フジッコ「ナタデココ」（1994年）
- 「ポンジュース」（1994年）
- 羅羅屋「ララちゃんランドセル」（1995年）
- AMLC「オージービーフ」(1995年)
- マクドナルド(1995年）
- セキスイハイム

### 舞台
- アニー（1991年） - モリー役(赤組)
- Lavela-az-（1996年2月） - ジュラ役
- 国連クラシックライブ協会主催赤毛のアン（1997年8月28-30日） - アン役
- ライオンキング（1998年12月〜1999年5月,2007年12月〜2008年3月,2010年10月～現在） - ヤングナラ役,アンサンブル2枠
- はだかの王様（2010年全国公演）- アンサンブル6枠(お行儀大臣シルエット)
- マンマ・ミーア!（2015年名古屋,2020年横浜・福岡,2021年京都）- アンサンブル2枠
- サウンド・オブ・ミュージック（2018年札幌）- アンサンブル4枠
- ジョン万次郎の夢（2023年東京）- アンサンブル8枠

### 雑誌・書籍
- 1995/10「HEISEI子役・美少女名鑑」p.158
- 1997/06「Kid's De-View」97夏号 p.109